# 秋田マシナリー
株式会社秋田マシナリー（あきたマシナリー、英文社名: AKITA MACHINERY Co., Ltd）は、秋田県にかほ市に本社を置き、医療装置・半導体関連装置の精密板金加工全般を提供している企業である。シブヤグループ主要3社の一つである。

## 沿革
- 1993年（平成5年）- 株式会社ユージーエーとして、秋田県にかほ市金浦に資本金1,000万円で設立。
- 1998年（平成10年）- 秋田県にかほ市象潟町へ社屋新築移転。株式会社秋田マシナリーに商号変更。
- 2008年（平成20年）- 敷地内に加工工場完成。
- 2011年（平成23年）- 加工部門を製造部門と統合。管理棟完成。
- 2016年（平成28年）- 第二工場完成。